# Horní Chobolice
Horní Chobolice je vesnice, část obce Liběšice v okrese Litoměřice. Nachází se asi dva kilometry severozápadně od Liběšic. Horní Chobolice je také název katastrálního území o rozloze 3,94 km². V katastrálním území Horní Chobolice leží i Klokoč.

## Historie
První písemná zmínka o vesnici pochází z roku 1378.

## Obyvatelstvo
Při sčítání lidu v roce 1921 zde žilo 229 obyvatel (z toho 104 mužů), z nichž bylo pět Čechoslováků, 222 Němců a dva cizinci. Kromě dvou evangelíků byli římskými katolíky. Podle sčítání lidu z roku 1930 měla vesnice 214 obyvatel: čtrnáct Čechoslováků, 195 Němců a pět cizinců. Většina se hlásila k římskokatolické církvi, ale ve vsi žili také tři evangelíci a sedm lidí bez vyznání.
| | 1869 | 1880 | 1890 | 1900 | 1910 | 1921 | 1930 | 1950 | 1961 | 1970 | 1980 | 1991 | 2001 | 2011 |
| --- | ---- | ---- | ---- | ---- | ---- | ---- | ---- | ---- | ---- | ---- | ---- | ---- | ---- | ---- |
| Obyvatelé                                                                                                  | 283  | 294  | 253  | 248  | 239  | 242  | 236  | 147  | 122  | 95   | 62   | 40   | 47   | 65   |
| Domy | 50   | 52   | 53   | 52   | 53   | 54   | 53   | 46   | 73   | 27   | 24   | 23   | 24   | 23   |
| Tabulka zahrnuje údaje místní části Klokoč a v roce 1961 také domy místních částí Dolní Chobolice a Mladé. |      |      |      |      |      |      |      |      |      |      |      |      |      |      |

## Pamětihodnosti
- Usedlost čp. 9